# Muzsdéj
A muzsdéj román fokhagymamártás, mely apróra vágott fokhagyma, víz, étolaj, só, ritkábban alaplé, tejföl vagy sült paradicsom felhasználásával készül. Krémes verziója az aiolihoz hasonló. Az erdélyi muzsdéj tejföllel, almaecettel, egy kis mézzel és apróra vágott tárkonnyal készül.

## Etimológiája
A magyar kifejezés a román mujdei fonetikus átírása, amely a must de ai (fokhagymamust, ai = fokhagyma, rom., archaikus) kifejezés torzult formája.

## Elkészítés
A szósz elkészítése folyamán egy mozsárban összezúzzák a fokhagymagerezdeket, majd az így kapott péphez vizet és sót adagolnak. Egyes tájegységeken az előbbieken felül étolajat, ecetet vagy más további összetevőket kevernek a szószhoz. Az erdélyi magyarság körében népszerű a szósz tejföllel és pirospaprikával készülő változata is. A kapott mártást többnyire különféle sültek utólagos ízesítésére használják.

## Bibliográfia
- Ioan Oprea, Carmen-Gabriela Pamfil, Rodica Radu, Victoria Zăstroiu, Noul dicționar universal al limbii române, Editura Litera Internațional, București – Chișinău, 2007 ISBN 978-973-675-307-7

## Fordítás
Ez a szócikk részben vagy egészben  a   Mujdei című román Wikipédia-szócikk ezen változatának fordításán alapul.  Az eredeti cikk szerkesztőit annak laptörténete sorolja fel. Ez a jelzés csupán a megfogalmazás eredetét és a szerzői jogokat jelzi, nem szolgál a cikkben szereplő információk forrásmegjelöléseként.